# Krištof Báthory
Kristóf Báthory, madžarski plemič, * 1530, † 1581.
Bil je princ Transilvanije, ki je nasledil brata Štefana. 
Bil je oče Sigismunda.